# Гепрат, Эмиль
Поль Эмиль Амабль Гепрат (фр. Paul Émile Amable Guépratte; 1856—1939) — французский вице-адмирал (10 октября 1915), участник Дарданелльской операции Первой мировой войны.

## Биография
Родился 30 августа 1856 года, сын капитана Шарля Эмиля Гепрата, внук адмирала Женне.
Начальное образование получил в Брестской императорской средней школе, из которой выпущен в 1868 году.
1 октября 1871 года поступил в Военно-морскую академию. В 1875 году был принял на корвет «Reine-Blanche», в следующем году ходил на авизо «D’Estaing», затем состоял на учебном корвете «Favorite», которым командовал его отец. Во время Тунисской кампании 1881 года состоял на броненосце «Marengo» и принимал участие в бомбардировке Сфакса и взятии Габеса.
В 1889 году получил в командование свой первый корабль — миноносец № 23. В 1891—1893 годах участвовал в кампаниях в Сиаме.
В 1900 году Гепрат был назначен помощником начальника Брестского порта. В 1901—1902 годах командовал торпедными катерами на Босфоре, с мая 1902 года вновь находился в Бресте и был начальником 2-го отделения Брестского морского района. Далее он командовал различными кораблями на Средиземном море.
21 сентября 1912 Гепрат был произведён в контр-адмиралы и принимал участие в Дарданелльской операции. 28 апреля 1915 года он был награждён командорским крестом ордена Почётного легиона. В 1916 году Гепрат командовал французской эскадрой в Салониках.
12 августа 1916 года российский император Николай II пожаловал Гепрату орден св. Георгия 4-й степени.
Скончался 21 ноября 1939 года в Бресте, похоронен в мавзолее Дома инвалидов в Париже.

## Награды
- Награждён орденом Св. Георгия 4-й степени (12 августа 1916) и орденом Белого орла (Сербия) (2 сентября 1917).
- Также награждён четырьмя орденами Почётного легиона — кавалер (29 декабря 1887), офицер (30 декабря 1901), командор (28 апреля 1915), великий офицер (12 июля 1918).

## Память
- Имя Гепрата носит фрегат ВМФ Франции и приготовительные классы морской школы в Бресте, улица в центре Белграда.